# Milionia brevis
Milionia brevis là một loài bướm đêm trong họ Geometridae.